# الغزو الآشوري لمصر
```
غطى 
الغزو الآشوري لمصر
 فترةً قصيرةً نسبيًا من 
الإمبراطورية الآشورية
 الجديدة بين 677 و 663 قبل الميلاد.
```

## السياق
بدأ المصريون والكوشيون في تحريض الشعوب داخل آشور في محاولة منهم لترسيخ نفوذهم في المنطقة. ونتيجةً لذلك، تحالف حزقيا ملك يهوذا ولولي ملك صيدا وصدقا ملك عسقلان وملك عقرون مع مصر ضد الإمبراطورية الآشورية في عام 701 قبل الميلاد. هاجم الحاكم الآشوري الجديد سنحاريب (705- 681 قبل الميلاد) المتمردين، وقهر عسقلان وصيدا وعقرون وهزم الكوشيون والمصريون وطردهم من المنطقة. وسار بعدها نحو القدس مدمرًا 46 بلدةً وقريةً (بما في ذلك مدينة لخيش التي كانت شديدة التحصين آنذاك) في طريقه. وتم وصف ما حدث في آية إشعيا 10 في الكتاب المقدس؛ دون ذكر تفاصيل ما حدث بشكل واضح (يقول الكتاب المقدس أن ملاك الرب قتل 185 ألف جندي آشوري في القدس بعد أن صلى حزقيا في الهيكل). يوجد نظريات مختلفة تعزي فشل الآشوريين في الاستيلاء على القدس والانسحاب إلى إمبراطوريتهم إلى (جيش تهارقا، وانتشار المرض، والتدخل الإلهي، واستسلام حزقيا، ونظرية فئران هيرودوت)، وتقول رواية سنحاريب إن يهوذا قد دفعت له الجزية قبل أن يغادرها.
قُتل سنحاريب بينما كان يصلي للإله نسروخ على يد واحد أو أكثر من أبنائه (يُزعم أنهم يُدعون أدرمالك، وأبيملك، وشارزر) في عام 681 قبل الميلاد، ربما عقابًا له على تدميره لبابل.

## غزو آسرحدون (673 قبل الميلاد)
قاد أسرحدون بن سنحاريب (والذي حكم بين 681- 669 قبل الميلاد) عدة حملات ضد طهارقة في مصر، والتي سجلها في العديد من المعالم الأثرية. قاد هجومه الأول عام 677 قبل الميلاد، وتمثل الهدف منه في تهدئة القبائل العربية حول البحر الميت، إلى نهر مصر.

### حملة عام 673 قبل الميلاد
داهم آسرحدون مصر عام 673 قبل الميلاد، وانتهى هذا الغزو، الذي ناقشه عدد قليل من المصادر الآشورية، باعتباره أحد أسوأ هزائم آشور بحسب زعم بعض الباحثين. هزم طاهرقا وجيشه الآشوريين تمامًا عام 674 قبل الميلاد، وفقًا للسجلات البابلية. أمل آسرحدون في غزو مصر والقضاء على هذا الخصم بشكل نهائي بسبب دعم المصريين للمتمردين والمعارضين في آشور لسنوات عديدة. ولكن بسبب قيادة آسرحدون لجيشه بسرعة كبيرة، كان الآشوريون مرهقين عند وصولهم إلى أسوار مدينة عسقلان الخاضعة للسيطرة المصرية؛ ما أدى إلى هزيمتهم على يد الفرعون الكوشي طهارقا. تخلى آسرحدون عن خطته لغزو مصر في ذلك الوقت وانسحب مرةً أخرى إلى نينوى.

### حملة 671 قبل الميلاد
بعد الحملة الأولى بعامين، اتجه آسرحدون لغزو مصر بالكامل، وزحف مرةً أخرى ضد مصر في الأشهر الأولى من عام 671 قبل الميلاد. وكان الجيش الذي جُمع للحملة الثانية أكبر بكثير من جيش غزو عام 673، وسار بسرعة أبطأ بكثير لتجنب المشاكل التي واجهته في المرة السابقة. وفي طريقه مر عبر حران، إحدى المدن الكبرى في الأجزاء الغربية من إمبراطوريته، حيث كُشف عن نبوءة للملك، جاء فيها أن غزو آسرحدون لمصر سيكون ناجحًا. ووفقًا لرسالة أُرسلت إلى آشور بانيبال بعد وفاة آسرحدون، كانت النبوة كما يلي:
عندما سار آسرحدون إلى مصر، أقيم معبد من خشب الأرز في حران. وتوج فيه الإله سين على عمود خشبي، وتقلّد تاجين على رأسه، أمام الإله نوسكا. دخل آسرحدون ووضع التيجان على رأسه، وأُعلن ما يلي: «عليك بالخروج والانتصار على العالم!» وذهب آسرحدون وغزا مصر.
بعد ثلاثة أشهر من تلقي هذه النبوءة، انتصرت قوات آسرحدون في معركتها الأولى مع المصريين. ولكن على الرغم من النبوءة والنجاح الأولي لحملته، لم يكن آسرحدون مقتنعًا بسلامته. وأجرى طقوس «الملك البديل»، وهي طريقة آشورية قديمة تهدف إلى حماية الملك من الخطر الوشيك الذي أعلن عنه نوع من الفأل، بعد أحد عشر يومًا فقط من هزيمته للمصريين. كان آسرحدون قد أجرى الطقوس في وقت سابق من حكمه، لكن هذه المرة لم تسمح له هذه الطقوس بالاستمرار في قيادة غزوه لمصر.
استولى آسرحدون على منف ونهبها في عام 671 قبل الميلاد، حيث أسر العديد من أفراد العائلة المالكة، بما فيها عائلة الفرعون طهارقا مع ابنه وزوجته ومعظم أفراد البلاط الملكي، الذين أُعيدوا إلى بلاد آشور كرهائن، على الرغم من هروب طهارقا إلى الجنوب. أعاد آسرحدون تنظيم الهيكل السياسي في الشمال، وعُين الحكام الموالون للملك الآشوري مسؤولين عن الأراضي المحتلة، فضلًا عن تعيين نخاو الأول ملكًا في صا الحجر. نصب آسرحدون شاهدًا بجانب الآثار المصرية والآشورية السابقة على نهر الكلب عند عودته إلى آشور، بالإضافة إلى شاهد النصر في سمأل، الذي يظهر ابن طهارقا الصغير أوشانخورو تحت العبودية.

تبين السجلات البابلية كيف «نُهبت مصر واختُطفت آلهتها». وأدى الفتح إلى نقل عدد كبير من المصريين إلى قلب آشور، وفي مقتطف من النص المنقوش على شاهد النصر، يصف آسرحدون غزوه بالكلمات التالية:
ذبحت العديد من رجاله [المقصود طهارقا] وأصبته خمس مرات برأس رمحي، وتسببت له بجروح لم يشف منها. منف، مدينته الملكية، في نصف يوم، بالمناجم والأنفاق والاعتداءات، حاصرتها واستوليت عليها ودمرتها وأحرقتها بالنار. ملكته، وحريمه، وأوشانخورو، ووريثه، وبقية أبنائه وبناته، وممتلكاته وبضائعه، وخيوله، وماشيته، وأغنامه، أخذتها إلى آشور بأعداد كبيرة. نزعت جذور العائلة الكوشية من مصر ولم يستطع أحد منهم الهروب حتى للخضوع لي. لقد عينت من جديد ملوكًا ونوابًا وحكامًا وقوادًا ومشرفين وكتبة على جميع أنحاء مصر. أسست قرابين ومستحقات ثابتة لآشور والآلهة العظماء في كل العصور؛ فرصت جزيةً وضرائب ملكية عليهم سنويًا دون توقف.
أنشأت شاهدًا نُقش عليه اسمي وأمرت بالتسجيل عليه مجد وبسالة آشور، إلهي؛ وأعمالي الجبارة، كيف انتقلت من وإلى حماية آشور، إلهي، والقوة في يدي الفاتحة. لمراقبة كل أعدائي، حتى نهاية الأيام.
              ــــــــــــــــــــــــــــــــ شاهد نصر آسرحدون
أثارطهارقا الفتن المتعلقة بشؤون مصر السفلى عند رحيل الملك الآشوري عنها، وأشعل العديد من الثورات فيها. أعاد طهارقا احتلال منف والدلتا في عام 669 قبل الميلاد، واستأنف إثارة الفتن بالتعاون مع ملك صور. اضطر الحكام الآشوريون والحكام المحليون الذين عينهم آسرحدون على مصر إلى الفرار من السكان الأصليين المضطربين الذين كانوا يتوقون إلى الاستقلال بعد طرد الكوشيين والنوبيين من بلادهم.
شن آسرحدون حملةً جديدةً عام 669 قبل الميلاد. ومع ذلك، مرض أثناء تحرك الجيوش ومات. أصبح ابنه الأكبر شمش شوم أوكين ملكًا على بابل وأصبح ابنه أشور بانيبال ملكًا على آشور، وشغل آشور بانيبال المنصب الأعلى في البلاد، حيث خضعت بابل لنينوى.